# Mevlevi Sema
Mevlevi Sema, tj. „Mevlevijsko osluškivanje”, je turski naziv za sufijski obred zikira (arapski: ذِکْر‎, „prisjećanje” - vjerski fizički čin molitve) u izvedbi derviškog reda Mevlevija (sufijski red osnovan 1273.) koji često uključuje pjevanje, sviranje glazbala, ples, recitaciju poezije i molitava, nošnju simboličnih odora, i sl. Najpoznatiji dio štovanja je plesna vrtnja derviša ukrug, koja je iznimno duhovna i intima, zbog čega je ovaj obred upisan na UNESCO-ov popis nematerijalne svjetske baštine u Europi 2008. godine.
Nakon preporučenog posta od nekoliko sati, plesači (semazeni) se započinju okretati na svojoj lijevoj nozi u kratkim vrtnjama, dok desnom nogom vrte svoja tijela oko lijevog stopala. Tijelo plesača se treba činiti podatnim, s otvorenim ali neusmjerenim očima, tako da slike postaju mutne i tekuće. Semazeni nose bijelu haljinu (tennure, simbol smrti), široki crni plašt (hırka, simbol groba) i visok smeđi šešir (kûlah ili sikke, simbol nišana). Semazeni se vrte oko svog vođe, šeika, koji je jedini koji se vrti smao oko svoje osi i simbolizira sunce. 
Ples prati poseban glazbeni repertoar, ay'n, koji se temelji na četiri sekcije vokalnih i instrumentalnih skladbi, koje izvodi najmanje jedan pjevač, jedna flauta (nejzen), bubnjar i svirač cimbala. 
Plesači se pripremaju za ples vježbajući 1001 dan u povučenim treninzima unutar mevlevijskih kuća (mevlevihana), gdje se uče i etika, kodeks ponašanja i uvjerenja vježbajući molitve, vjersku glazbu, poeziju i ples. Nakon tog treninga, oni postaju članovi reda, ali se vraćaju svom radu i obiteljima. 
Kao rezultat političke sekularizacije, sve mevlevihane su zatvorene 1925. god. Turska vlada je ponovno dopustila nastupe, iako samo u javnosti, 1950-ih, a ograničenja su se smanjila 1990-ih. Neke privatne grupe su ponovno uspostavile izvorni duhovni i intimni karakter Sema svečanosti. Danas se Mevleviye mogu naći u mnogim turskim zajednicama diljem svijeta, ali su najaktivniji i najpoznatiji centri aktivnosti reda u Konyi i Istanbulu.

## Vanjske poveznice
- The Mevlevi Sema Ceremony (engl.)